# Schottische Badmintonmeisterschaft 1997
Die Schottische Badmintonmeisterschaft 1997 fand Anfang Februar 1997 in Meadowbank in Edinburgh, statt.

## Finalresultate
| Disziplin    | Sieger                           | Finalist        | Ergebnis           |
| ------------ | -------------------------------- | --------------- | ------------------ |
| Herreneinzel | Jim Mailer                       | Bruce Flockhart | 10–15, 15–4, 15–11 |
| Dameneinzel  | Anne Gibson                      | Gillian Martin  | 11–4, 11–4         |
| Herrendoppel | Kenny Middlemiss Russell Hogg    |                 |                    |
| Damendoppel  | Elinor Middlemiss Aileen Travers |                 |                    |
| Mixed        | David Gilmour Elinor Middlemiss  |                 |                    |